# Ingeborg-Bachmann-Preis 2025

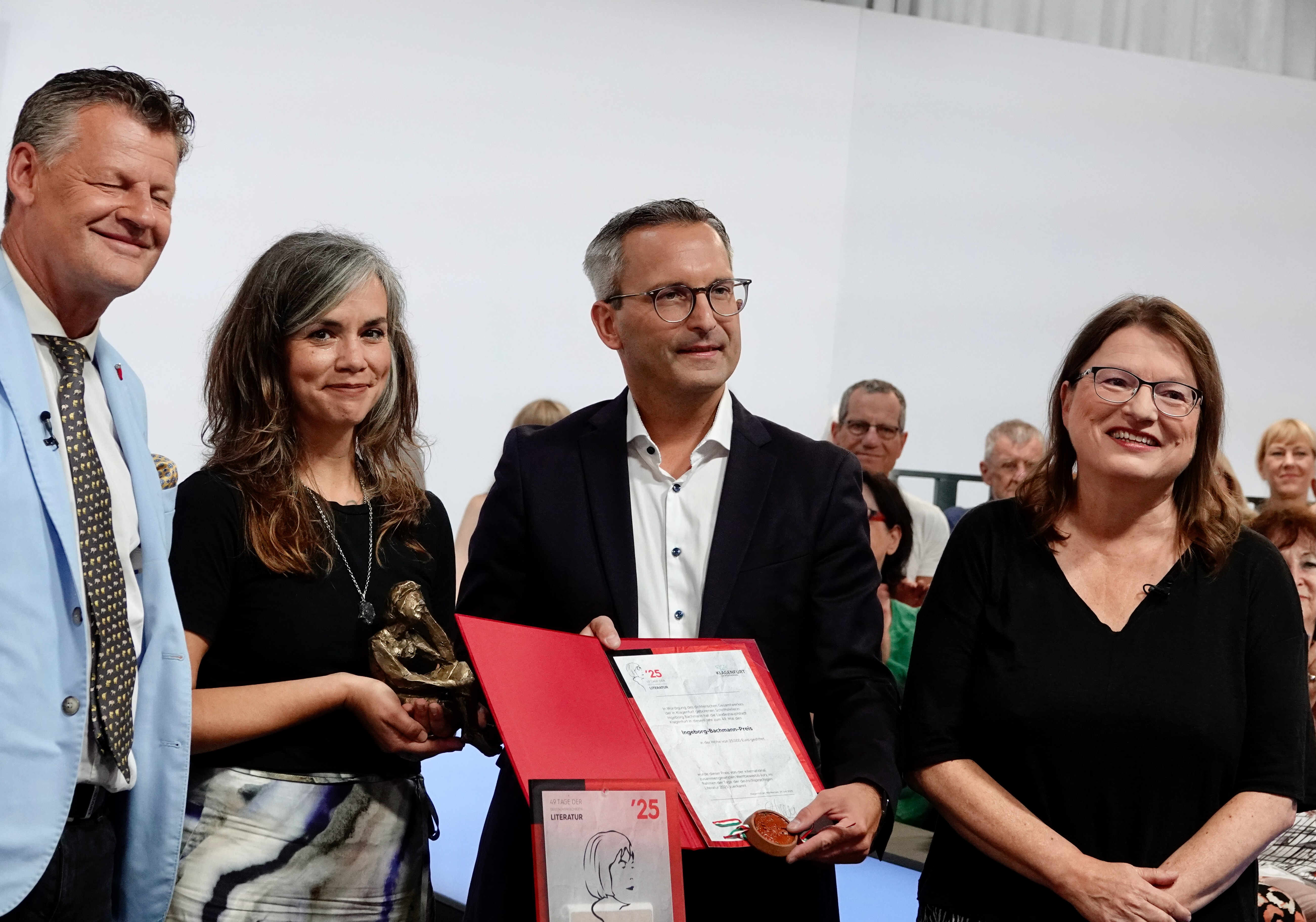
Ingeborg-Bachmann-Preis 2025 für Natascha Gangl (2. von links)

Der Ingeborg-Bachmann-Preis 2025 war der 49. Wettbewerb um den Literaturpreis im Rahmen der Tage der deutschsprachigen Literatur. Die Veranstaltung fand vom 25. bis zum 29. Juni 2025 in Klagenfurt am Wörthersee statt. Lesungen und Diskussionen sowie die Preisfindung wurden im Fernsehprogramm von 3sat übertragen. Der Bachmannpreis 2025 und der BKS Bank-Publikumspreis wurden der österreichischen Schriftstellerin Natascha Gangl zuerkannt.

## Eröffnung
Die Klagenfurter Rede zur Literatur, traditionell Auftakt der Veranstaltung, wurde von Nava Ebrahimi gehalten, die mit dem Ingeborg-Bachmann-Preis 2021 ausgezeichnet wurde. Der Titel ihrer Rede lautete Drei Tage im Mai.
Darin beschreibt Ebrahimi die gesellschaftliche Stimmung anhand ihrer Assoziationen zu Nachrichten und ihren persönlichen Erlebnissen in der Zeit von 7. bis 9. Mai 2025: Ihr  begegnen ein Essay von Naomi Klein und Astra Taylor im Guardian und ein Interview Kleins dazu in der Nachrichtensendung Democracy Now!, der 80. Jahrestag des Endes des Zweiten Weltkriegs, die Wahl von Papst Leo XIV. und die Trauerfeier für die Regisseurin Linda-Schiwa Klinkhammer (1993–2025), an der Ebrahimi teilnahm, und sie blickt zurück auf den Terrorangriff der Hamas auf Israel 2023, bis sie schließlich vom Tod Margot Friedländers erfährt. Zwischen der Abgabe des Texts bei der Redaktion des ORF und dem Vortrag bei den Tagen der deutschsprachigen Literatur liegen fünf Wochen: „Beinah täglich, scheint es, verschieben sich Grenzen. Grenzen des Sagbaren, Grenzen des Machbaren. Beinah täglich bauen wir menschlich ab, senken wir unsere ethischen Standards, gewöhnen wir uns an neues Leid. Heute ist der 25. Juni und ich fürchte mich davor, einen Text vom 12. Mai vorzutragen und zu sehen, wo wir uns seitdem hin entwickelt haben. Wie viele Wahrheitsverdrehungen wir seitdem erlebt haben. Wie viele weitere Begriffe schamlos in ihr Gegenteil verkehrt wurden. Vielleicht hat inzwischen ein Staat ein Ministerium für Nächstenliebe eingerichtet, das Migrantinnen und Migranten wissentlich in den sicheren Tod ‚remigriert‘. Am 12. Mai scheint mir das dystopisch, aber wie sieht das am 25. Juni aus?“ Dem setzt sie die Literatur und Phantasie entgegen, die, im Anschluss an die US-amerikanische Schriftstellerin Ursula K. Le Guin, neue Erkenntnis- und Möglichkeitsräume eröffne: Die Vorstellungskraft sei keine Waffe, „‚aber von der Vorstellungskraft hängt ab, ob eine Waffe eingesetzt oder niedergelegt wird‘. […] ‚Alles könnte anders sein.‘ […] Wir nehmen uns die Freiheit, zu gestalten. Das zu erkennen, ist der erste Schritt in die Literatur“ und „in eine menschliche Zukunft.“
Aufmerksamkeit erregte das Statement des Juryvorsitzenden Klaus Kastberger „Aus Kostengründen“, in dem er ein Bild der Kulturszene – und  konkret: des Bachmannpreises und des Kultursenders 3sat – angesichts immer geringerer finanzieller Mittel zeichnete und die Literatur als einen Raum beschrieb, „wo alternative Welten zum Leuchten gebracht, Problemfelder markiert und miteinander in Beziehung gesetzt und letztlich immer an einem friedlichen Zusammenleben gearbeitet wird, [worin] eine Chance auf eine bessere Welt liegt. Wir dürfen uns solche Chancen nicht nehmen lassen, nicht von rechter und kulturfeindlicher Politik, nicht von verheerenden Zuständen in der Welt und auch nicht aus Kostengründen.“
Im Rahmen der 49. Tage der deutschsprachigen Literatur wurde das Geburtshaus von Ingeborg Bachmann in der Klagenfurter Henselstraße 26 als Museum eröffnet.

## Moderation

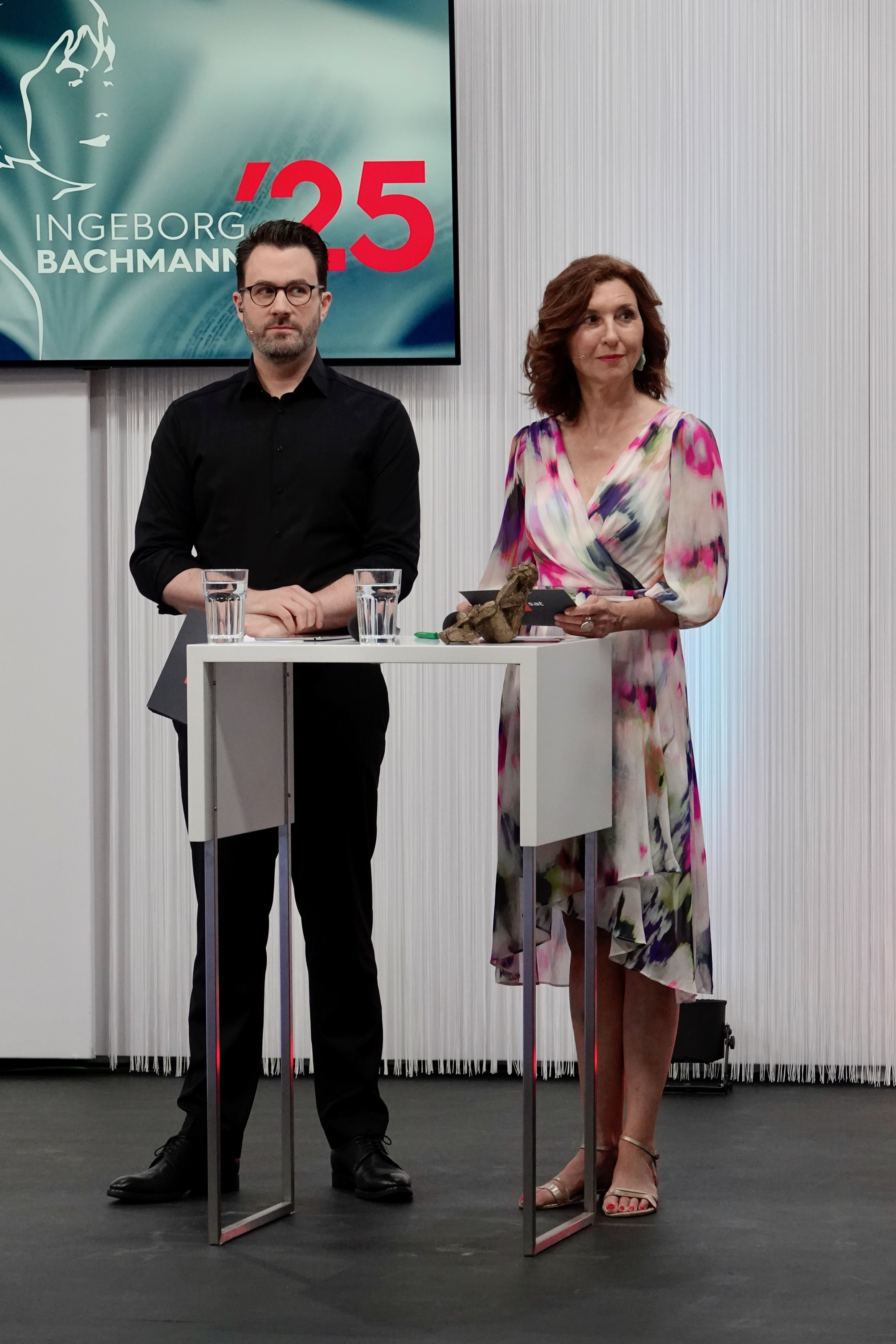
Moderation: Peter Fässlacher u. Cécile Schortmann

Durch die fünf Veranstaltungstage führten Cécile Schortmann und Peter Fässlacher.

## Autoren und Autorinnen
Die zur Lesung Eingeladenen wurden am 19. Mai 2025 bekanntgegeben. Die Reihenfolge der Lesungen wurde bei der Eröffnung des Bewerbs durch das Los ermittelt:

### Erster Lesetag
- Fatima Khan, D, Madonna in den Trümmern, eingeladen von Mithu Sanyal
- Nefeli Kavouras, D, Zentaur, eingeladen von Laura de Weck
- Max Höfler, A, Lambada tutto gas, eingeladen von Klaus Kastberger
- Laura Laabs, D, Adlergestell, eingeladen von Laura de Weck
- Verena Stauffer, A, Die Jäger von Chitwan, eingeladen von Klaus Kastberger

### Zweiter Lesetag
- Natascha Gangl, A, Da Sta, eingeladen von Brigitte Schwens-Harrant
- Sophie Sumburane, D, Sickergrubenblau, eingeladen von Mithu Sanyal
- Josefine Rieks, A/D, Dinner, Freitagabend, eingeladen von Philipp Tingler
- Thomas Bissinger, D, Nilpferd, eingeladen von Mara Delius
- Kay Matter, CH, Doppelzweier Leichtgewicht, eingeladen von Thomas Strässle

### Dritter Lesetag
- Nora Osagiobare, CH, Daughter Issues, eingeladen von Thomas Strässle
- Almut Tina Schmidt, A/D, Fast eine Geschichte, eingeladen von Brigitte Schwens-Harrant
- Tara Meister, A, Wagashu oder, eingeladen von Mara Delius
- Boris Schumatsky, D, Kindheitsbenzin, eingeladen von Philipp Tingler

## Juroren

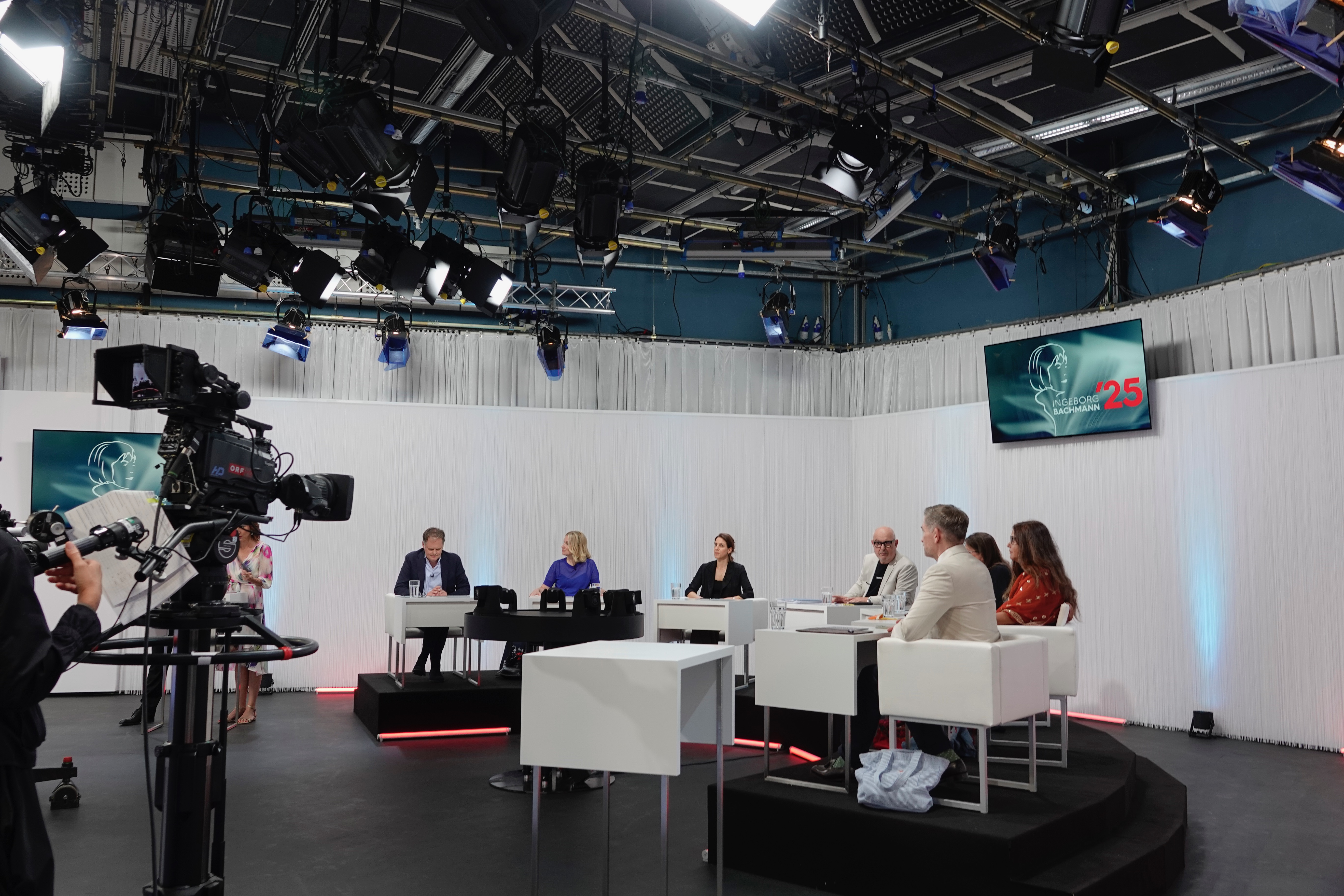
Bachmann-Preis-Jury 2025

Nach mehreren Umbesetzungen in den Vorjahren ist die Jury 2025 dieselbe wie 2024.
- Klaus Kastberger (Juryvorsitz)
- Mara Delius
- Laura de Weck
- Mithu Sanyal
- Brigitte Schwens-Harrant
- Thomas Strässle
- Philipp Tingler

## Preise
- Ingeborg-Bachmann-Preis (dotiert mit 25.000 Euro): Natascha Gangl.
- Deutschlandfunk-Preis (gestiftet von Deutschlandradio, dotiert mit 12.500 Euro): Boris Schumatsky.
- Kelag-Preis (dotiert mit 10.000 Euro): Nora Osagiobare.
- 3sat-Preis (dotiert mit 7.500 Euro): Almut Tina Schmidt.
- BKS-Bank-Publikumspreis (dotiert mit 7.000 Euro): Natascha Gangl.
- Festival-Schreiber:in Carinthischer Sommer (dotiert mit 3.000 Euro):  Tara Meister.

Preisverleihung
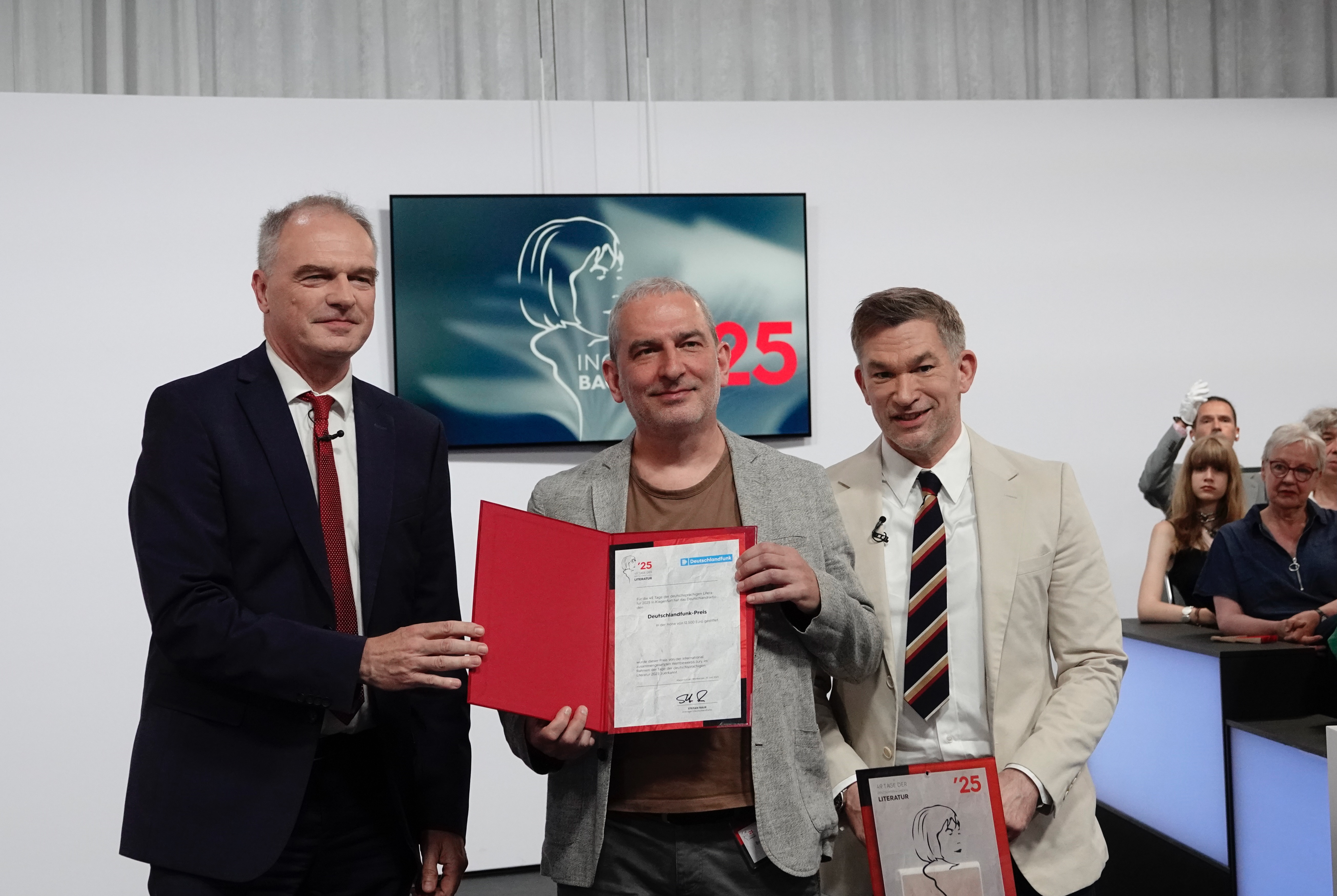
Deutschlandfunk-Preis: Boris Schumatsky
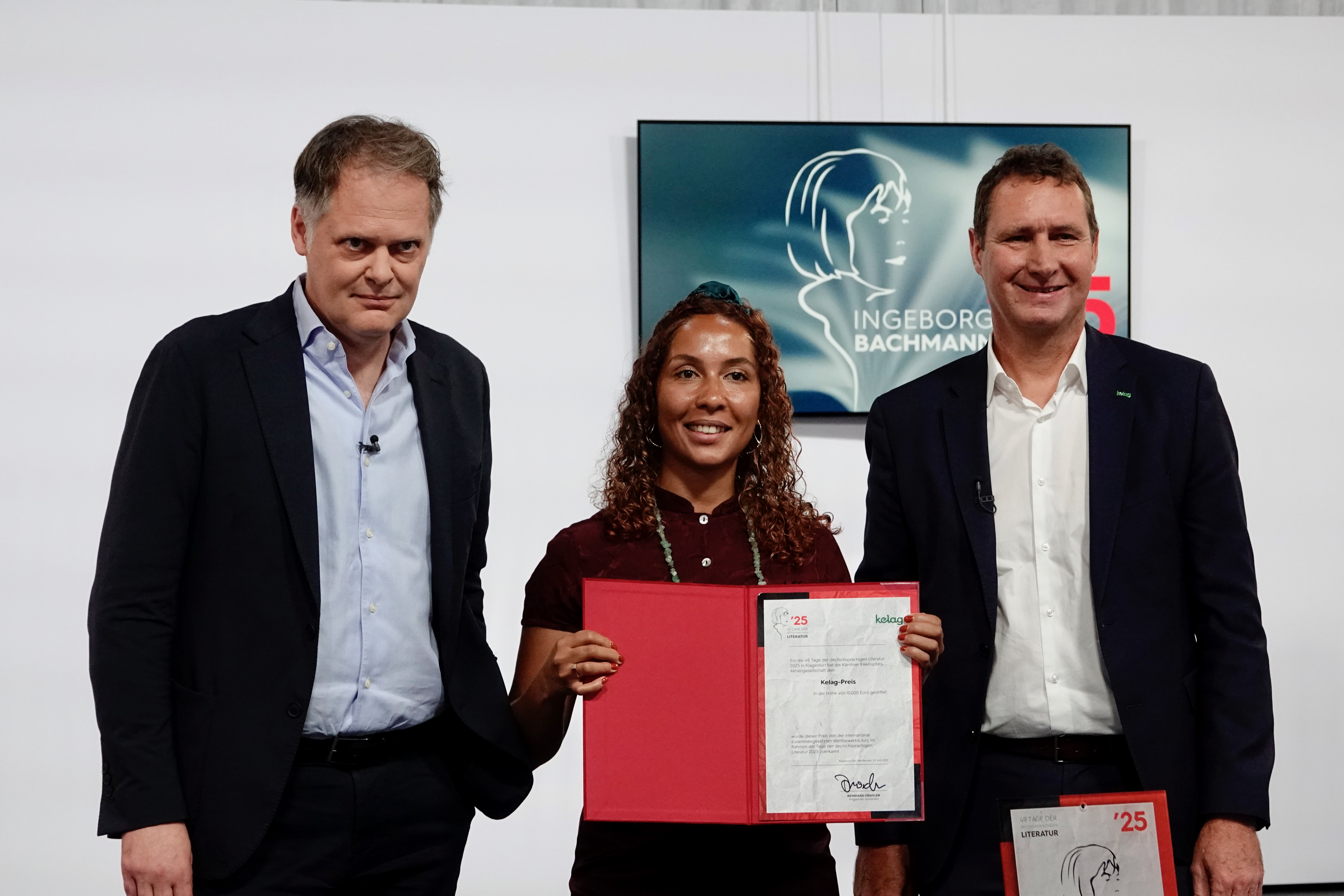
KELAG-Preis: Nora Osagiobare
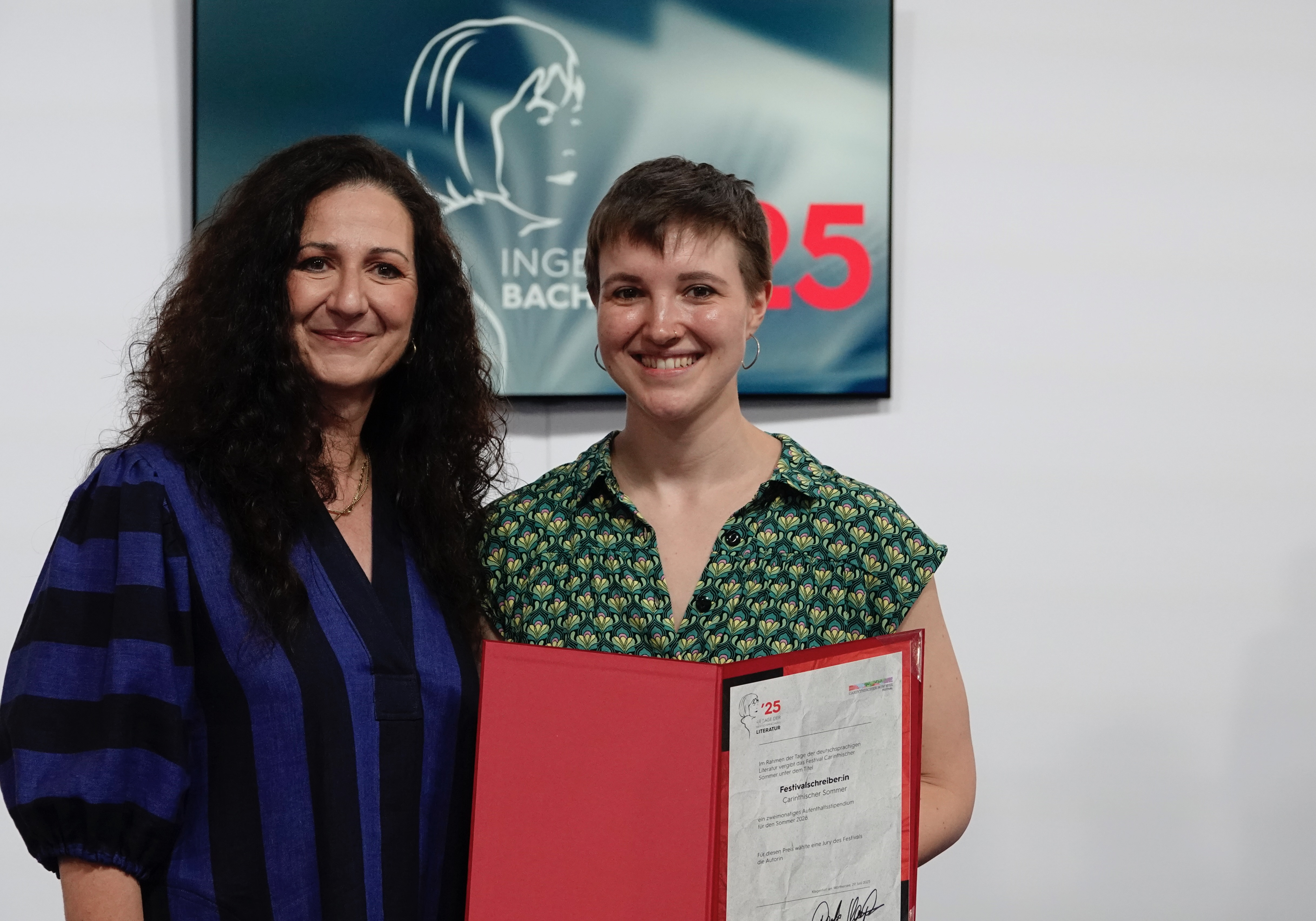
Festivalschreiberin Carinthischer Sommer: Tara Meister
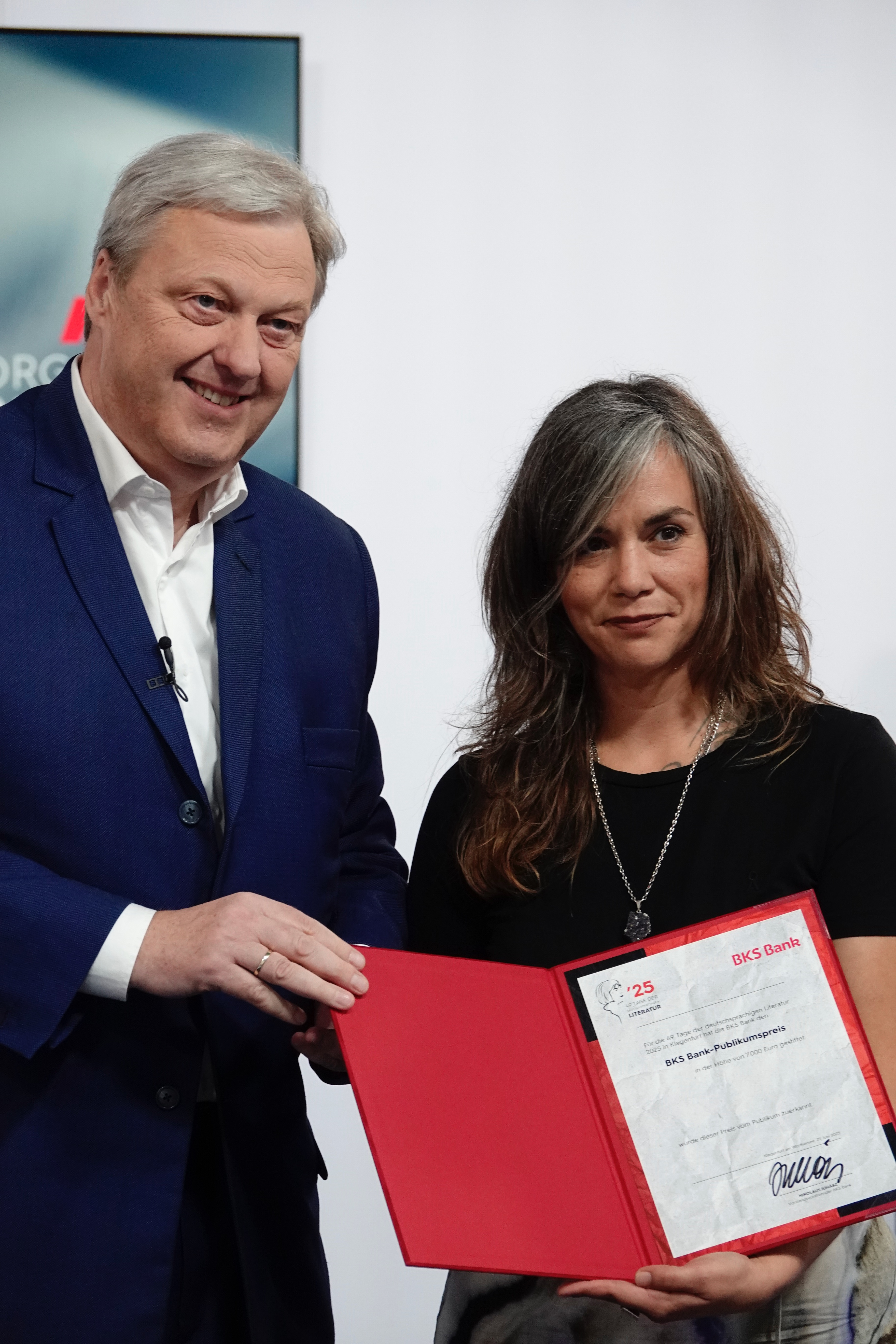
BKS Bank-Publikumspreis: Natascha Gangl
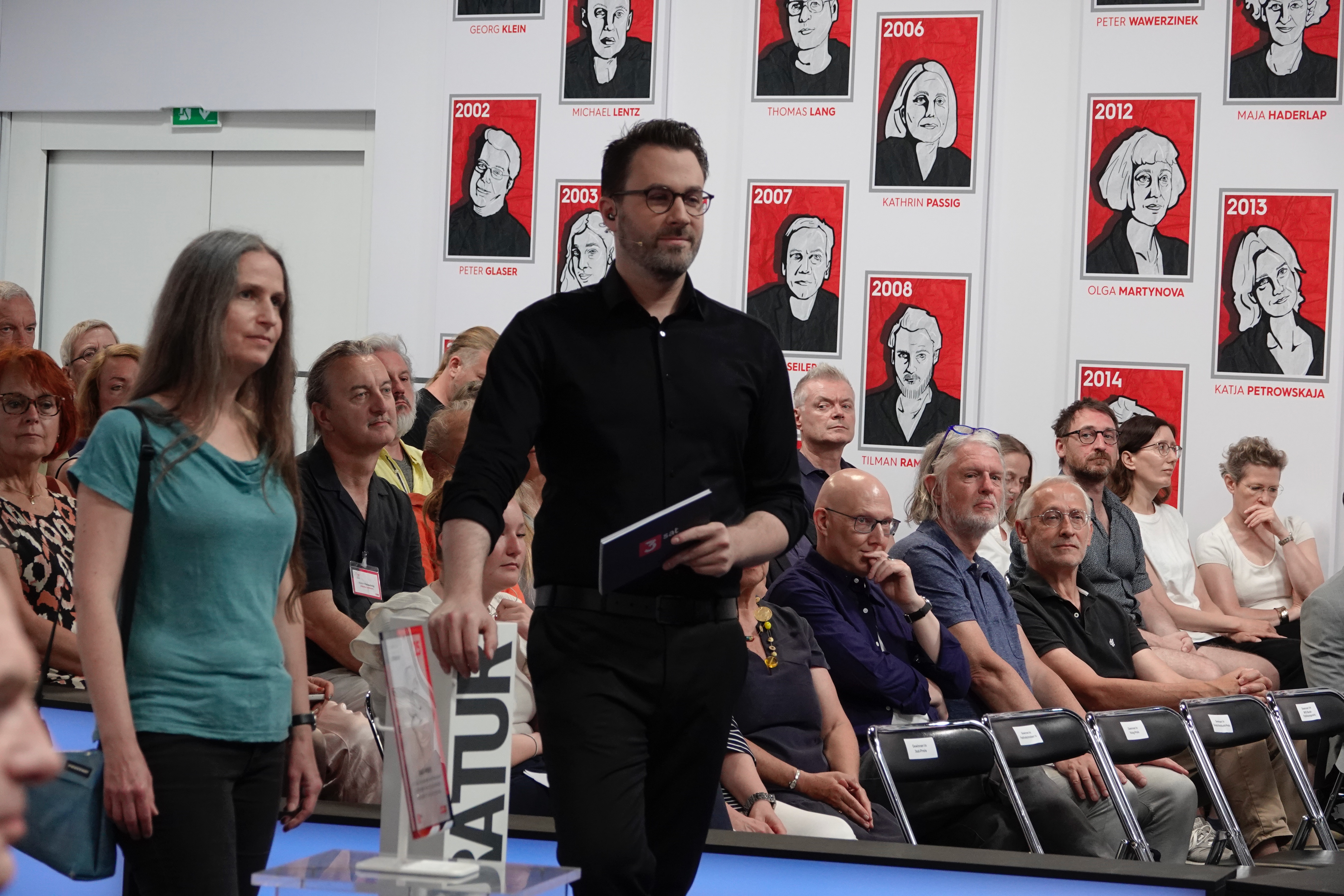
3sat-Preis: Almut Tina Schmidt

Gewinner der Publikumsabstimmung zum beliebtesten Bachmannpreis-Juror des Jahrganges von dem Literaturblog Literatur-Café war Thomas Strässle.
Unter dem Titel Carinthischer Sommer – Festivalschreiber:in vergab das Kulturfestival Carinthischer Sommer 2025 erstmals eine zweimonatige Residence am Ossiacher See. Die Auswahl übernahm Festivalintendantin Nadja Kayali mit einem Gremium.